# Barri de la Plata
El barri de la Plata és el nom popular d'una zona del Districte de Sant Martí de la ciutat de Barcelona. El tram del carrer del Doctor Trueta –abans carrer de Wad-ras– entre els carrers Badajoz i ciutat de Granada rep el nom de Barri de la Plata. El nom li prové dels diferents boters que construïen bótes dedicades a l'exportació de vins i aiguardents. La major part de la població provenia de les províncies de Castelló i Terol –territori conegut popularment com "el barranco del hambre". El nom del barri està documentat a la revista El Eco del Taulat l'any 1872. La construcció d'aquest tram de carrer va començar a partir de l'acceptació per part de Sant Martí del Pla Cerdà. Hi ha documentades construccions dels anys 1867, 1868 i 1870.